# Colonia Soto (Chihuahua)
Colonia Soto es una localidad del Municipio de Chihuahua ubicada en el centro del estado mexicano de Chihuahua, en la zona de la sierra. Según los datos del Censo de Población y Vivienda realizado en 2020 por el Instituto Nacional de Estadística y Geografía (INEGI), Colonia Soto tiene un total de 129 habitantes.